# 奧博爾季夫
50°20′27″N 24°29′30″E / 50.34083°N 24.49167°E
奧博爾季夫（烏克蘭語：Обортів），是烏克蘭西部的村莊，隸屬利維夫州的舍普季茨基區。該村面積0.52平方公里，海拔高度211米，2001年人口42，人口密度每平方公里80.31人。